# 신밧드와 마법의 눈
《신밧드와 마법의 눈》(영어: Sinbad and the Eye of the Tiger)은 미국에서 제작된 샘 워너메이커 감독의 1977년 판타지 모험 영화이다. 패트릭 웨인, 타린 파워, 제인 시모어 등이 출연하였고, 레이 해리하우전 등이 제작에 참여하였다.
한국에서 신밧드의 대모험 호랑이 눈알이란 제목으로 개봉한 바 있다.

## 줄거리
차라크 왕국 카심 왕자의 칼리파 즉위식에서 사악한 계모 제노비아가 저주를 걸어 카심을 선사 시대 개코원숭이(Dinopithecus)로 만들어버린다. 카심의 여동생인 파라 공주와의 결혼을 허락 받기 위해 차라크를 찾아온 바그다드 왕자 신드바드는 일곱 번째 달이 뜨기 전에 카심을 고치지 못하면 제노비아의 아들 라피가 대신 칼리파로 등극하게 된다는 사실을 알게 된다. 카심을 인간으로 되돌리기 위해 신드바드와 동료들은 모험을 떠난다.

## 출연
- 패트릭 웨인 - 신드바드(신배드) 역
- 타린 파워 - 디오네(다이오니) 역
- 마거릿 화이팅 - 제노비아(저노비아) 역
- 제인 시모어 - 파라 역
- 패트릭 트라우턴 - 멜란티우스(멀랜시어스) 역
- 커트 크리스천 - 라피 역
- 데이미언 토머스 - 카심 역
- 피터 메이휴 - 미노톤 역
- 데이비드 스턴 - 아부시르(아부시어) 역

## 기타 제작진
- 배역: 모드 스펙터
- 미술: 제프리 드레이크
- 의상: 신시아 팅기